# Vincentia Fauland

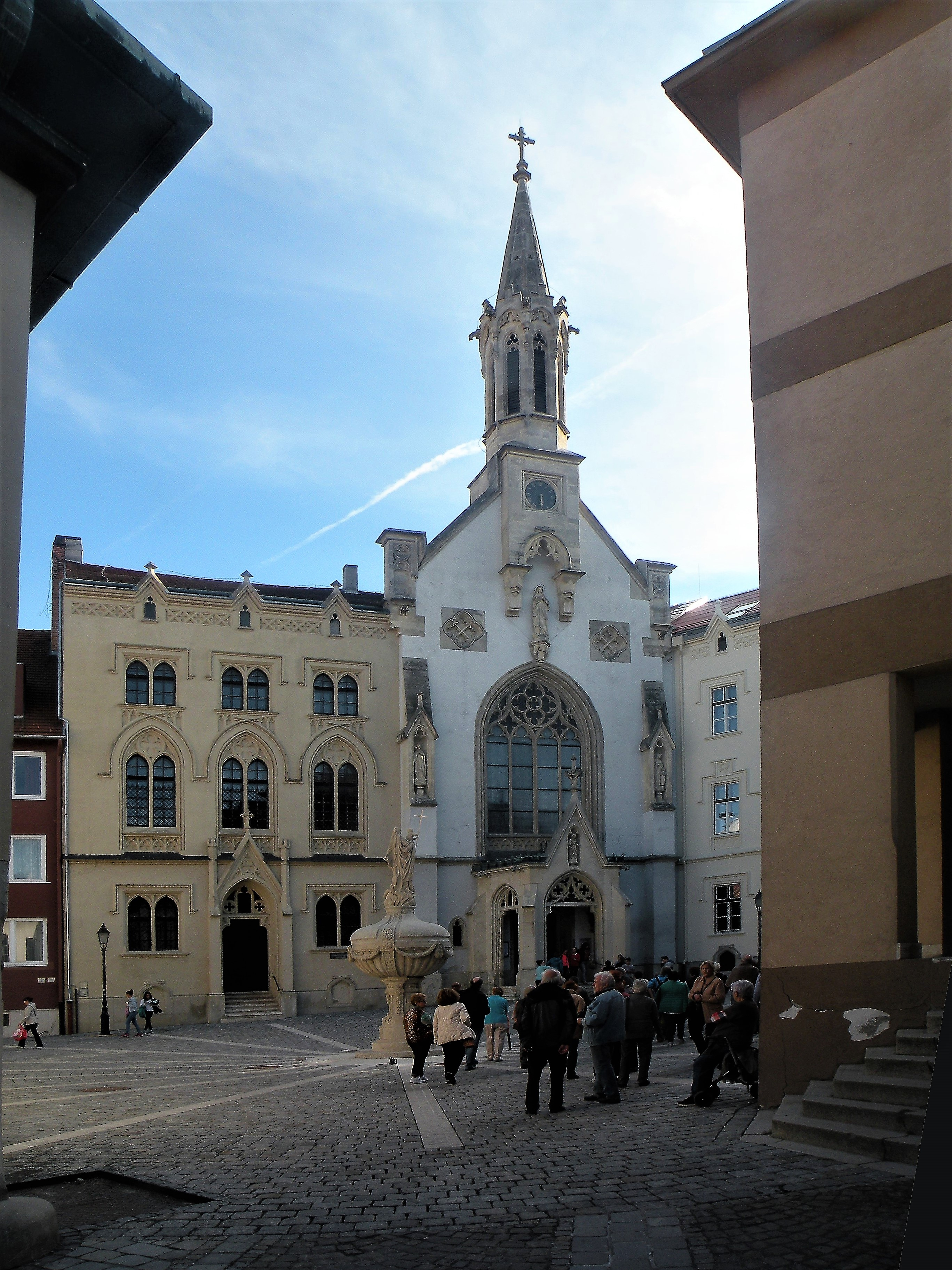
Capilla y convento de las Ursulinas en Sopron, Hungría.

Vincentia Fauland conocida como Sor Vincentia del Niño Jesús (Graz, 18 de junio de 1852, Austria - Sopron, Hungría, 15 de julio de 1902), fue una monja mística austrohúngara, católica de la Orden de Santa Úrsula y estigmatizada.
Fundadora del "grupo de oración del archiduque Carlos de Austria", hoy "Liga de oración del beato Carlos de Austria para la paz entre las naciones", es una de las místicas menos conocidas de los últimos tiempos.

## Vida
Su nombre de nacimiento fue Aloysia Fauland, nació el 18 de junio de 1852 en Graz, Austria, hija de agricultores, tuvo un hermano mayor, Karl que fue sacerdote, y una hermana menor de nombre María, a corta edad quedaron huérfanos de padre.
Cuando Aloysia tenía 16 años manifestó por primera vez estigmas, para alejarla del ojo público, su hermano, párroco de la iglesia de la Santísima Trinidad de Karlau en Graz, la llevó a vivir con él a su parroquia. 
En 1877 Aloysia trató de ingresar al convento de la orden de Santo Domingo en Güns (actual Köszeg), sin embargo fue rechazada. Solicitó el ingreso a la Orden de Santa Úrsula en su convento de Sopron, Hungría (Ödenburg en alemán), y la aceptaron como oblata el 22 de diciembre de 1880, el 24 de marzo de 1881 la nombraron profesora del coro y finalmente el 23 de octubre de ese mismo año tomó los hábitos e ingresó al noviciado, recibiendo el nombre de sor Vincentia del Niño Jesús, ahí se desempeñó como educadora de las candidatas, luego como la directora del internado, como maestra de novicias y finalmente como priora.
En el convento, cuando se hicieron evidentes los estigmas, fue apartada de las otras monjas y se le trasladó a una habitación contigua a la de la madre superiora, sor Ladislaa Desits. Durante ese tiempo y mientras sufría los estigmas, tuvo visiones y realizó predicciones, la madre superiora observó de cerca el proceso y llevó un registro de sus estigmas y profecías, escribió eventos especiales periódicamente y fue su guía del espiritual desde 1881 hasta 1883. Los diarios de sor Ladislaa fueron publicados en 2008 en un libro.
Sor Vincentia del Niño Jesús falleció el 15 de julio de 1902, tres días antes de cumplir los 50 años en el convento de Santa Úrsula en Sopron, Hungría.

## Visiones
La Madre Vincentia Fauland  llegó a tener varias visiones sobre el futuro, sin embargo, es recordada por ser quien predijo que el  archiduque Carlos de Austria se convertiría en emperador de Austria y que sufriría mucho. Vincentia Fauland decide en el año 1895 a partir de sus visiones sobre el futuro emperador crear un grupo de oración para apoyar al Archiduque con las oraciones y sacrificios de sus miembros.
En el año de 1963 el grupo de oración creado por Fauland se convierte en la  Liga de Oración del Beato Emperador Carlos por la paz entre las naciones y los pueblos y reconocida por el vaticano.